# Contrepoint (revue)
Contrepoint est une revue d'orientation libérale, fondée en mai 1970 à Paris par de jeunes diplômés de l'Institut d'études politiques, à laquelle a collaboré le philosophe Raymond Aron jusqu'à l'été 1977, poursuivant ensuite l'aventure sous un autre titre, Commentaire, fondé en janvier 1978, tandis que la publication de Contrepoint sera poursuivi par son cofondateur Patrick Devedjian avec comme rédacteur en chef Ricardo Paseyro.
Contrepoint a joué un rôle important au cours des années 1970, dans la contestation internationale des régimes soviétiques et chinois par des dissidents venus de ces pays, en leur accordant très tôt une place importante dans sa pagination.

## Première période (1970-1979)

### Fondation en mai 1970
Contrepoint naît du rapprochement d’un jeune diplômé de Sciences-po, Georges Liébert, avec la mouvance intellectuelle qui fréquente le séminaire hebdomadaire de Raymond Aron, tenu à partir de 1960, qui diffuse auprès "d'un public restreint d’intellectuels le libéralisme singulier de Raymond Aron, un libéralisme politique éloigné des caricatures doctrinaires ou de l’économisme". Sa forme classique est délivrée dans la première moitié des années soixante. En mai 1970 sortait le premier numéro, qui sera d'abord tiré à trois mille exemplaires. Georges Liébert le rédacteur en chef, et Alain-Gérard Slama joue dès le début un rôle important. En 1974 il est rédacteur en chef-adjoint.
Jean-Claude Casanova, professeur des facultés de droit, a essentiellement enseigné à Sciences Po. Il été l’élève, l’assistant, le collaborateur et l’ami de Raymond Aron. Georges Liebert était étudiant au troisième cycle de Sciences Po où Jean-Claude Casanova enseignais. Il était« l’animateur de l’amicale des étudiants » et « publiait à ce titre un bulletin qui n’était pas conformiste ». Jean-Claude Casanova l'a présenté à Aron et il a suivi son séminaire. « L’esprit de l’entreprise tenait en une réaction à mai 68 et, plus profondément », au communisme, bien qu’il ait été déjà « ébranlé chez les intellectuels », car il « jouait encore un rôle considérable dans la vie politique française ». 
La revue publie « d'anciens collaborateurs de Preuves, d'origines souvent étrangères », comme Denis de Rougemont, ancien dirigeant du Congrès pour la liberté de la culture, l'Allemand Manès Sperber, éditeur au secteur étranger de Calmann-Lévy, le Hongrois François Fejtö, spécialiste du monde communiste à l'Agence France Presse, le politologue Pierre Kende, et Kostas Papaioannou, soviétologue au CNRS. Contrepoint publie ainsi des témoignages et interventions du monde entier.
Les trois cofondateurs, Georges Liébert, Patrick Devedjian et Pierre-Marie Dioudonnat,  se sont connus à Sciences Po, et ont fréquenté selon Georges Liebert le séminaire "Contrepoint, Commentaire", de Raymond Aron à l'École pratique des hautes études,,.
Pierre-Marie Dioudonnat est comme Devedjian un ancien militant d’Occident, futur candidat suppléant du Front national)et Georges Liébert est issu de la mouvance Algérie française la revue Contrepoint
Parmi les contributeurs, Emmanuel Berl, Pierre Chaunu, Pierre Boulez, Jean Daniélou, Jacques Ellul, Alfred Fabre-Luce, Marc Fumaroli, Alfred Grosser, Jean Guitton, Emmanuel Leroy-Ladurie, Simon Leys, Alexandre Soljenitsyne, Manes Sperber, Denis de Rougemont, Pierre Nora, et Patrick Modiano. Dans les années qui avaient suivi la création de la revue, les commentaires de la presse de centre-gauche sont plutôt élogieux, même si elle ne partage pas les opinions de la revue.

### En 1973 et 1974, le coup d'éclat du texte de Soljénitsyne
En novembre 1973, dans son douzième numéro, quelques mois après un "article prémonitoire de Georges Nivat" et en "anticipant d’un mois" la sortie à Paris en russe de "L’Archipel du Goulag" du dissident Alexandre Soljénitsyne, Contrepoint décide de renforcer son soutien à cette figure de la liberté, un peu avant "le lancement de la grande offensive menée par le PCF", contre lui. Pierre Grémion parle à ce sujet de "la bataille Soljénitsyne à Paris". La revue publie en article d’ouverture un texte d'Alexandre Soljénitsyne, intitulé « Paix et violence, l’hypocrisie de l’Occident», que Georges Liébert s'est procuré auprès d’un journaliste travaillant à L'Express selon qui son journal ne le publie pas.
En février 1974, Contrepoint publie deux autres articles consacrés à la dissidence, dont l'un est signé par un ancien collaborateur de Preuves, Jean Blot, sur la « résistance littéraire » en évoquant Pasternak, Akhmatova, Siniavski et Daniel, et Soljénitsyne décrit dans l'article comme « l’homme des camps ». Dans ce même  numéro de février 1974, le sociologue Georges Friedmann, "s’interroge sur la transmission télévisée d’une pièce de Soljénitsyne" intitulée « Une petite flamme dans la tourmente » et sur le débat qui l'a suivi, opposant Dimitri Panine, ex-compagnon de captivité de Soljénitsyne, réfugié en France, à Pierre Daix, alors en rupture de ban avec le PCF, auteur du livre "Ce que je sais de Soljénitsyne", et Pierre Juquin, qui relaie l’argumentation du PCF, dont il est un dirigeant. Le 12 février 1974, le bannissement de Soljénitsyne joue au sein de la "configuration intellectuelle" française un rôle de « catalyseur idéologique » et la revue trimestrielle Contrepoint « accomplit un travail remarquable de mémoire, d’accueil de l’œuvre et d’intervention politique », contribuant à ce que le philosophe Edgar Morin décrit comme "la ruine de l’ancienne configuration intellectuelle et l’ébauche de la nouvelle", mouvement amorcé en 1973-1975.

### En octobre 1975, le soutien aux révélations sur le maoïsme
En octobre 1975 parait le livre Sept ans dans un camp de travail en Chine, de Jean Pasqualini, révélant son expérience du "goulag" chinois", tandis que la revue libérale Contrepoint, fondée par Patrick Devedjian en mai 1970, peu après son départ du groupuscule Occident, publie les "bonnes feuilles" d'un livre de Simon Leys dénonçant "la fascination des intellectuels français pour la Chine",.
L'article souligne que « le danger aujourd’hui est moins de désespérer Billancourt que de désespérer Tel Quel », référence à l'hostilité de la revue Tel Quel, de Philippe Sollers, à l'origine des "quelques incidents notables avec les maoïstes", à la faculté de Vincennes, où ceux-ci étant venus "détruire les stands" où se vendait le premier livre de Simon Leys en 1971, les mêmes maoïstes étaient venus "distribuer quelques coups de poings" aussi à sa maison d'édition, selon son fondateur Gérard Guégan. Simon Leys s'était aussi plaint des discriminations subies  dans le petit monde de la sinologie française, pour délit de lèse-maoïsme.

### Les liens distants avec Raymond Aron
Selon le journaliste Frédéric Charpier, « en réalité, il n'y aura guère, semble-t-il, de contacts entre la revue et un de ses contributeurs prestigieux, Raymond Aron, à part un dîner au cours duquel Patrick Devedjian lui aurait lancé : "Monsieur Aron, je suis arménien, vous êtes juif, entre métèques, il convient de s'entendre" ». Pour le politiste Gwendal Châton, la revue semble « plus à droite que Raymond Aron lui-même, qui était un libéral réformiste n’hésitant pas à assumer la validité partielle des critiques socialiste et libertaire ».

### L'année 1977, étape importante
À l’été 1976, un conflit persistant et insoluble au sein de l’équipe dirigeante aboutit au départ de Georges Liébert, qui devient éditeur et publie en février 1978, le livre d’Henri Lepage intitulé "Demain le capitalisme" qu’il envisage comme un « obus brisant » visant « la gauche nationalisatrice". Le propriétaire de la revue Patrick Devedjian prépare au même moment son ascension politique. Cofondateur en 1976 du RPR, dont il rédige les statuts avec Charles Pasqua, il pense succéder à la mairie d'Antony à Georges Suant, un ex-socialiste proche de la retraite, qui fut président du Conseil général puis a fondé un mouvement anti-collectiviste. Il s'en rapproche et ce dernier rejoint le comité central du RPR au titre des personnalités, en février 1977, après avoir perdu son siège de conseiller général en 1976. Mais le mois suivant, la mairie est emportée par un communiste menant une liste d'union de la gauche. Patrick Devedjian échoue aussi l'année suivante à se faire élire député en mars 1978 dans 13e des Hauts-de-Seine, devancé de peu au 1er tour par  le sortant UDF et il devient moins actif au RPR.
La revue reçoit l'attention soutenue de quelques hauts fonctionnaires giscardiens comme Paul Mentré et Claude Pierre-Brossolette, le secrétaire général de l’Élysée. Valéry Giscard d'Estaing rencontre Devedjian à l'Elysée en 1977 pour faire de la revue un pilier du giscardisme,. Le président de la République a alors évoqué l’idée que la revue devienne un think tank de son « libéralisme avancé », mais aucune suite ne sera donnée à cette proposition par l’équipe de Contrepoint.
En 1977, Raymond Aron quitte Le Figaro, agacé par la politique étrangère des successeurs du Général De Gaulle Raymond Aron, jugée "trop complaisante envers l'URSS". En juin 1977, jour de la réception à l'Élysée leader soviétique Léonid Brejnev, le "Tout-Paris contestataire", mené par Jean-Paul Sartre et Simone de Beauvoir, avait en effet accueillé au théâtre Récamier, le" Tout-Moscou dissident".
C'est à la suite d'un différend avec Patrick Devedjian, que l'un des trois cofondateurs, Georges Liebert, quitte « Contrepoint ». Ce dernier situe la fin de la revue à 1976 au lieu de 1977  estime lui aussi que Valéry Giscard d'Estaing ne tient pas ses promesses en matière de libéralisme politique, sujet auquel est attaché Contrepoint. Cela se traduit par un conflit dans l'équipe et le départ dès l'été 1977 de Georges Liebert tandis que le secrétaire général de l'Elysée rencontre Patrick Devedjian, pour tenter de faire de "Contrepoint" un "think-tank" du giscardisme.
Le retrait de Raymond Aron fait dans un second temps suite à celui de Georges Liebert et entraîne celui de l'ensemble du comité de patronage de Contrepoint. Courant 1977, dès l'automne selon certaines sources, une partie de l'équipe décide de recréer une nouvelle revue trimestrielle, "Commentaire".

### Janvier 1978, premier numéro d'un rival, "Commentaire"
La décision de fonder la revue est prise un soir de l’hiver 1977-1978 au domicile d’Alain Besançon, rue de Bourgogne, qui reçoit Annie Kriegel, Raymond Aron, Jean Baechler, François Bourricaud, Kostas Papaïoannou et Jean-Claude Casanova et elle est envisagée depuis une conversation de l’automne 1977 entre Raymond  Aron et Jean-Claude Casanova, Aron quittant Le Figaro. Plus précisément, la décision finale aurait été prise dès octobre 1977, dans le climat électoral de 1977-1978, où la droite joue la carte de dénoncer une "hémiplégie intellectuelle" en France,. Le premier numéro de "Commentaire" est publié en janvier 1978, qui s'ouvre par un article de Raymond Aron soulignant les "incertitudes françaises".
Contrepoint ayant « péri à cause d’une bataille entre la propriété et la rédaction », entre Patrick Devedjian et Raymond Aron, ils décident de se « prémunir contre tout risque de division », en approuvant la proposition de Jean-Claude Casanova d'une société dont les journalistes sont les actionnaires et Aron le président.
Beaucoup de figures intellectuelles importantes participent ou ont participé à la revue Commentaire, qui peut être qualifiée de « revue aronienne ». Parmi ceux qui participent ensuite à Comentaire, François Fejtö et Manès Sperber, l'Allemand Richard Löwenthal, l'Italien Indro Montanelli, les Britanniques sir Eric Roll et Edward Shil, ou encore Daniel Bell, « sociologue et journaliste américain de grand renommée ».

### Relance deContrepointen 1978
Une tentative de relance de Contrepoint est opérée au même moment par Alain-Gérard Slama puis par Ricardo Paseyro puis reprise en 1980 par le  Club de l'Horloge. Le cofondateur et seul propriétaire Patrick Devedjian continua ainsi de publier la revue (dix numéros trimestriels) jusqu'à la mi-1980, sous la conduite d’Alain-Gérard Slama puis de Ricardo Paseyro, cofondateur en février 1978 du Comité des intellectuels pour l'Europe des libertés.
Contrepoint est alors plus combatif que son successeur, d'autant que Aron reste conseiller de Barre et avait été le professeur d'Alain Peyrefitte, ministre important de son gouvernement, et menacé par ce nouveau titre concurrent.
Le numéro 34, daté du premier trimestre 1979, comporte en page 107, un article à charge contre Jean-Paul Sartre, présenté comme un "Prix Nobel irascible qui s'est refusé à désespérer Billancourt", l'accusant sans aucune précision d'avoir dissimulé les camps de concentration en URSS, car en parler, "donnerait des armes à la bourgeoisie, au capitalisme et à l'occident" selon cet article qui conclut ironiquement "on se taira donc. Pour ne pas désespérer Billancourt". L'article cite un livre publié en 1975 par André Glucksmann, sans aucune précision non plus mais estimant qu'il traite Sartre avec "une ironie navrée" concernant sa réaction aux "révélations de David Rousset" sur les camps de concentration en URSS en 1949. Plusieurs longs passages de l'article figurent aussi dans "Les Nouveaux primaires", livre publié par Jean-Marie Benoist, en 1978, cofondateur comme Ricardo Paseyro du Comité des intellectuels pour l'Europe des libertés et qui devient célèbre au même moment par candidature aux législatives face au numéro un du PCF Georges Marchais.

## Seconde période (depuis 1980)

### Prise de contrôle du Club de l'Horloge
Dans le courant de l'année 1980, Patrick Devedjian décida de céder le titre au Club de l'Horloge,. Contrepoint devient ainsi à partir de 1980 « le vecteur non officiel » du Club de l'horloge, dont l'organe officiel reste la Lettre trimestrielle d'information rédigée par Yvan Blot, cofondateur du Club et son président jusqu'en 1985. La revue reste trimestrielle jusqu'au numéro 34, devient bimestrielle jusqu'au n° 39, puis elle ne paraît plus régulièrement et n'est plus datée .
La victoire des socialistes en mai 1981, est un tournant radical qui la voit « s'engager vraiment au cœur du débat politique », au sens plus électoral.
La participation d'Alain_de_Benoist, qui avait accepté en 1979 de figurer sur la liste du Parti des forces nouvelles, aux élections européennes, joue un rôle important ce qui se traduit par la publication de l'ouvrage "Echecs Et Injustices Du Socialisme : Suivi D'un Projet Républicain Pour L'opposition", signé du Club De L'horloge, et édité chez Albin Michel en 1982. Jacques Rougeot, président et  cofondateur de l’UNI (Union nationale inter-universitaire), également membre du Club de l’Horloge, écrit aussi dans la revue Contrepoint.